# Línia Tortosa - la Cava

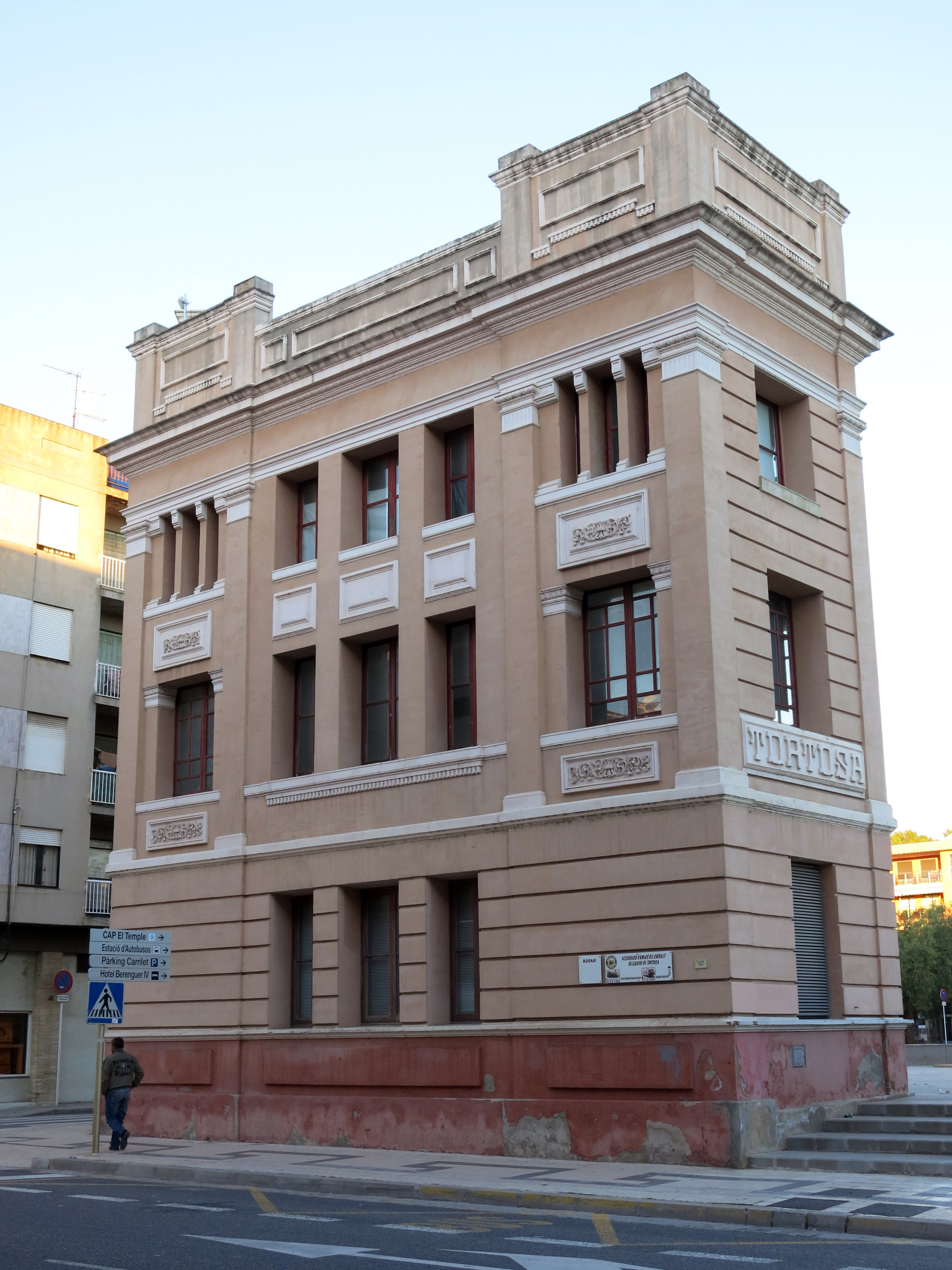
Edifici de viatgers de l'antiga estació del Carrilet de Tortosa

La línia Tortosa - la Cava, també conegut com lo Carrilet de la Cava o Carrilet del Delta de l'Ebre, era una línia de ferrocarril que unia les poblacions de Tortosa i la Cava. Va ser construïda i explotada per la companyia Ferrocarrils Econòmics (FESA) fins que Feve se'n va fer càrrec el 1964, el 1968 es va clausurar. El 2011 Ferrocarrils de la Generalitat de Catalunya i l'Associació d'Amics del Carrilet del Delta de l'Ebre van acordar restaurar un tram entre Jesús i Maria amb la Cava.

## Descripció
Era una línia de 27 quilòmetres de longitud en ample de via mètric (1.000 mm).

## Història
Ferrocarrils Econòmics (FESA) es va constituir el 1924 i dos anys més tard va inaugurar el ferrocarril entre Tortosa i Amposta i el 1927 entre Amposta i la Cava. El 1964 va renunciar a l'explotació de la línia i Feve se'n va fer càrrec fins al 1968 quan la va clausurar.

### Cronologia
- 1924: Es crea Ferrocarrils Econòmics (FESA).
- 1926: S'inaugura la línia entre Tortosa i Amposta.
- 1927: S'obre el tram entre Amposta i la Cava.
- 1964: FESA renuncia a l'explotació de la línia.
- 1967: El 31 de desembre es va fer l'últim viatge.
- 1968: Feve clausura la línia.
- 2011: FGC i l'Associació d'Amics del Carrilet del Delta de l'Ebre acorden restaurar el tram entre Jesús i Maria amb la Cava.

### FESA
La línia de Tortosa a La Cava (actualment en el municipi de Deltebre) fou una iniciativa local promoguda per la societat Ferrocarrils Econòmics SA (FESA) i finançada pel Banc de Tortosa. La concessió va ser aprovada per les Corts el 23 d'octubre de l'any 1924, amb l'objectiu de transportar l'arròs que es conreava al delta fins a la capital del Baix Ebre.

### Inauguració
L'11 d'agost de l'any 1926 va ser inaugurat el primer tram d'aquesta línia, que anava des de Tortosa fins a Amposta passant per Soldevila i Camp-redó. El 1927 s'enllestí la perllongació fins a La Cava, amb un recorregut total de 26 quilòmetres. Part del material rodant inicial (deu vagons de passatgers i dues màquines) van ser adquirits a la Companyia de Tramvies i Ferrocarrils de València.
Amb rapidesa, el tren reemplaçà les barques que pujaven l'arròs del Delta fins a Tortosa i precipità la fi del vaporet Anita que, des del 1915, feia la línia del riu. Als anys 30, la línia funcionava a ple rendiment, i la companyia fins i tot va haver de comprar més màquines i cotxes per poder abastar tota la demanda, tant de passatgers com de mercaderies; va arribar un moment en què no hi havia prou maquinària per satisfer el transport.

### Declivi
Durant la Guerra Civil la línia fou col·lectivitzada per la CNT i la UGT. Acabada aquesta, calgueren uns deu anys de reparacions per assolir el nivell de servei prebèlic. Passat un ressorgiment inicial de la demanda, als anys 50 la competència del transport per carretera inicià el declivi de la companyia.
La interrupció de les subvencions de l'Estat el 1963 precipità que FESA renunciés a la concessió i que aquesta fos traspassada a l'empresa estatal Feve l'1 de març del 1964. El carrilet va fer el seu últim trajecte la Cava - Tortosa el 31 de desembre del 1967 i Feve clausurà definitivament la línia el 1968.
Una de les màquines originals ha estat exposada (com a monument) al parc de Teodor González de Tortosa durant anys, fins que el 2014 fou retirada per restaurar-la i trobar-li una nova ubicació.

## Cultura popular
- El grup Quico el Célio, el Noi i el Mut de Ferreries ha dedicat dues cançons al trenet: lo carrilet de la Cava (lletra i música de Josep Bo) i lo Carrilet i el vaporet (lletra i música d'A. Bonet).